# Dama del brazalete de marfil
La Dama del brazalete de marfil es un esqueleto encontrado en Sycamore Terrace, York, en 1901. Fue una mujer adulta de alto estatus, potencialmente de ascendencia norteafricana, que murió en York en la Britania romana en el siglo IV Su esqueleto se encontró con brazaletes, colgantes, pendientes y cuentas, así como con una jarra de cristal y un espejo. Parece que era originaria del África del Norte. Junto a su esqueleto se encontró un trozo de hueso con la inscripción «Salve, hermana, que vivas en Dios».

## Restos óseos
Un trabajo de investigación de 2010 estudió los restos óseos de la Dama del brazalete de marfil, que se encontraron dentro de un ataúd de piedra. Esta investigación demostró que el esqueleto es de una mujer adulta joven, de entre 18 y 23 años. Su altura se calculó mediante un análisis de regresión de la longitud de los huesos de las extremidades, que era de aproximadamente 152-160 cm. Es significativo que esta investigación también utilizó FORDISC para identificar a la Dama del brazalete de marfil como de ascendencia norteafricana. Se llegó a esta conclusión tras los análisis multivariantes craneométricos, incluida la medición de la distancia de Mahalanobis, que sugería una fuerte afinidad con dos poblaciones de referencia de mujeres afroamericanas de los siglos XIX y XX. Los análisis de isótopos de oxígeno y estroncio sugieren que pasó su infancia en el oeste de Gran Bretaña o en las zonas costeras de Europa Occidental y el Mediterráneo. Sin embargo, un estudio de 2009 concluyó que FORDISC 3.0 «solamente tiene probabilidades de ser útil cuando un espécimen no identificado está más o menos completo y pertenece a una de las poblaciones representadas en sus muestras de referencia», e incluso en tales «circunstancias favorables se puede esperar que clasifique con confianza no más del 1% de los especímenes».

## Objetos de la tumba
La Dama del brazalete de marfil fue enterrada con brazaletes de marfil y azabache, un brazalete de cuentas de vidrio azul, colgantes de plata y bronce y dos pendientes de vidrio amarillo. En la tumba también había un pequeño espejo redondo de cristal, una jarra de cristal azul oscuro y una placa calada con una inscripción de marfil, en la que se lee SOROR AVE VIVAS IN DEO («Salve, hermana, que vivas en Dios»), lo que evidencia la existencia de una población cristiana en la York tardorromana. Aunque la placa es claramente cristiana, la existencia de otros ajuares funerarios y la alineación de la tumba en una disposición norte-sur —en lugar de este-oeste— sugieren fuertemente que la dama enterrada era pagana, pero tenía conexiones con una comunidad cristiana en lugar de ser ella misma una cristiana.

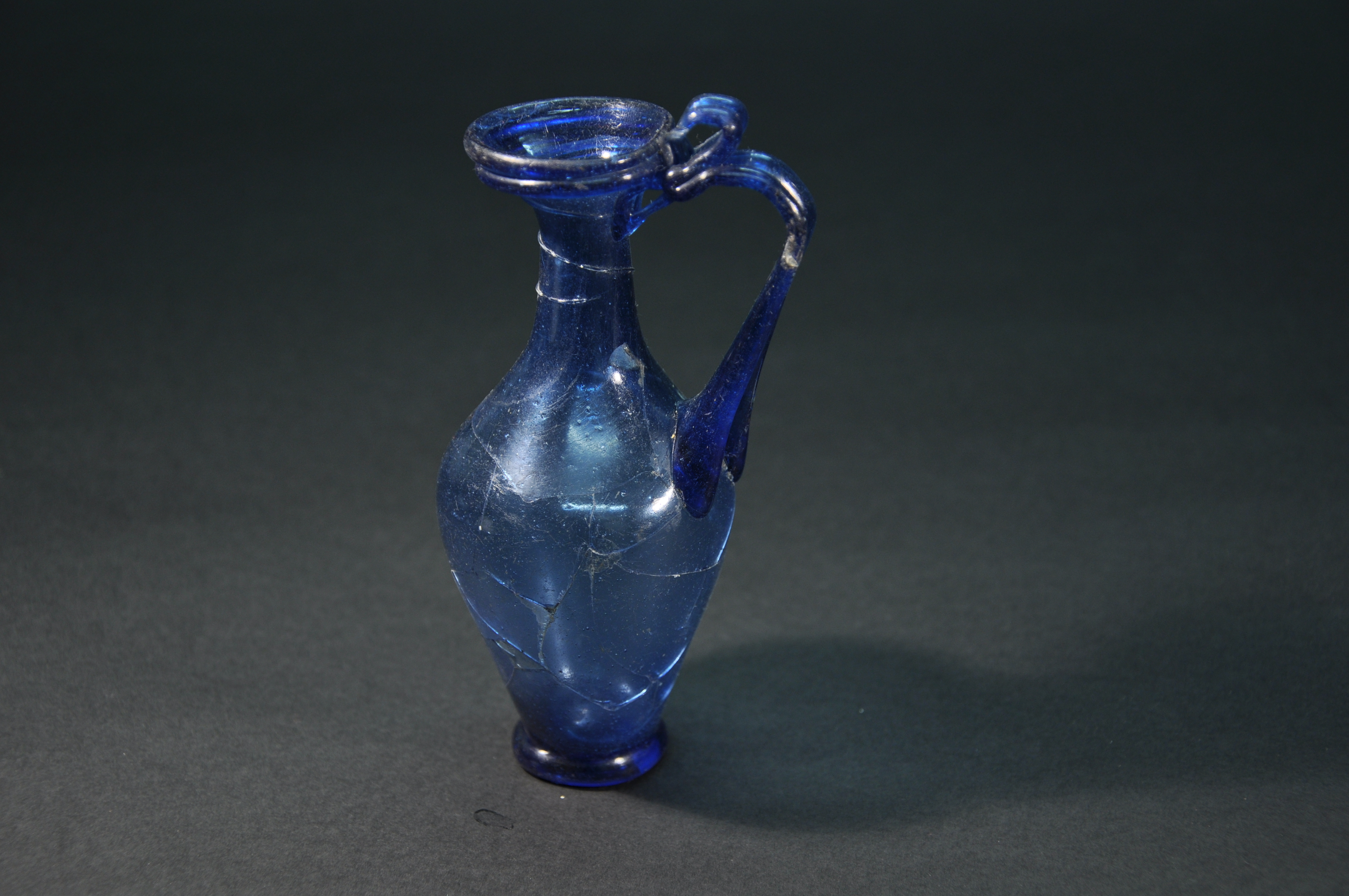
Frasco de vidrio azul.
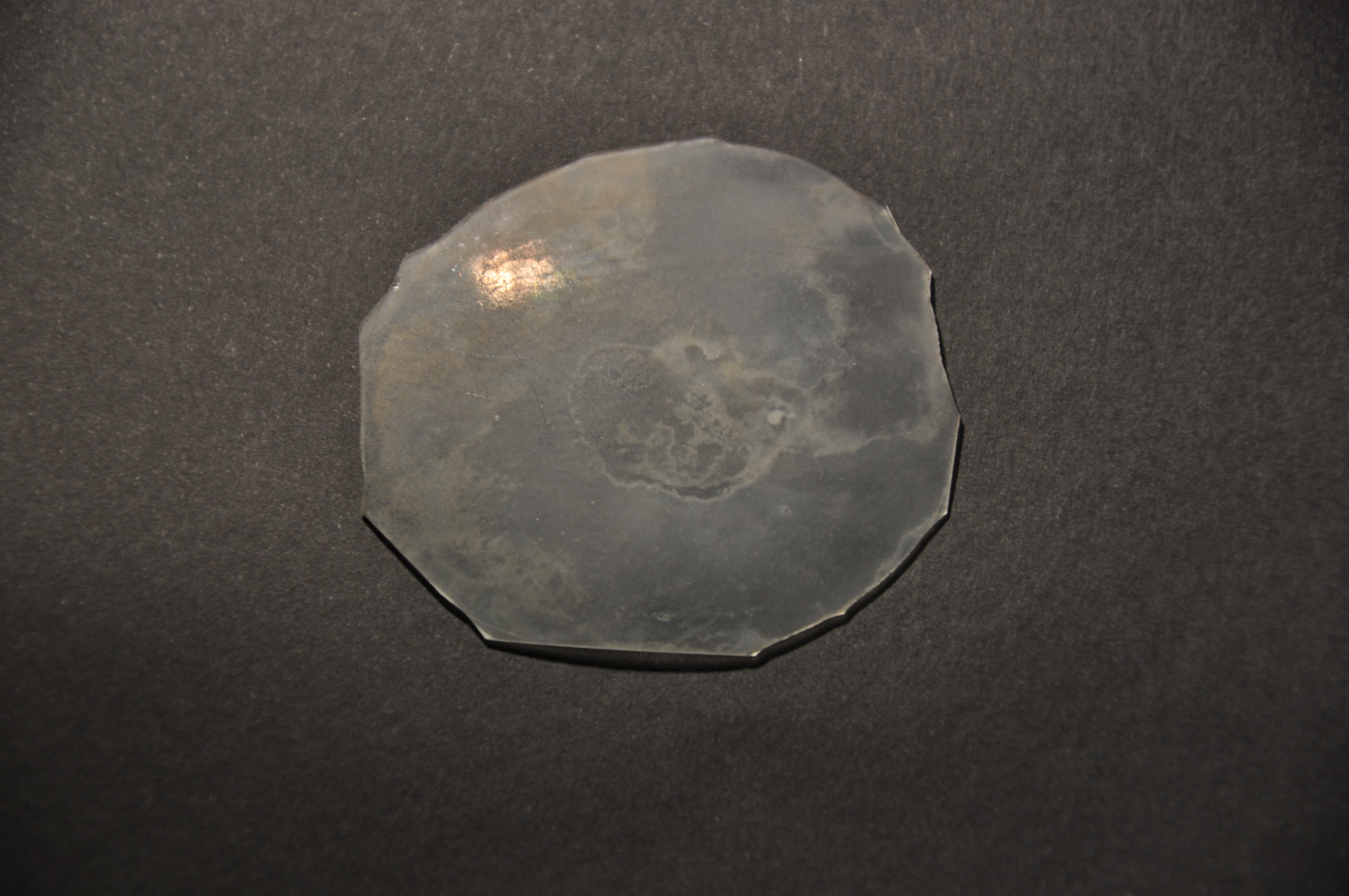
GEspejo de vidrio.
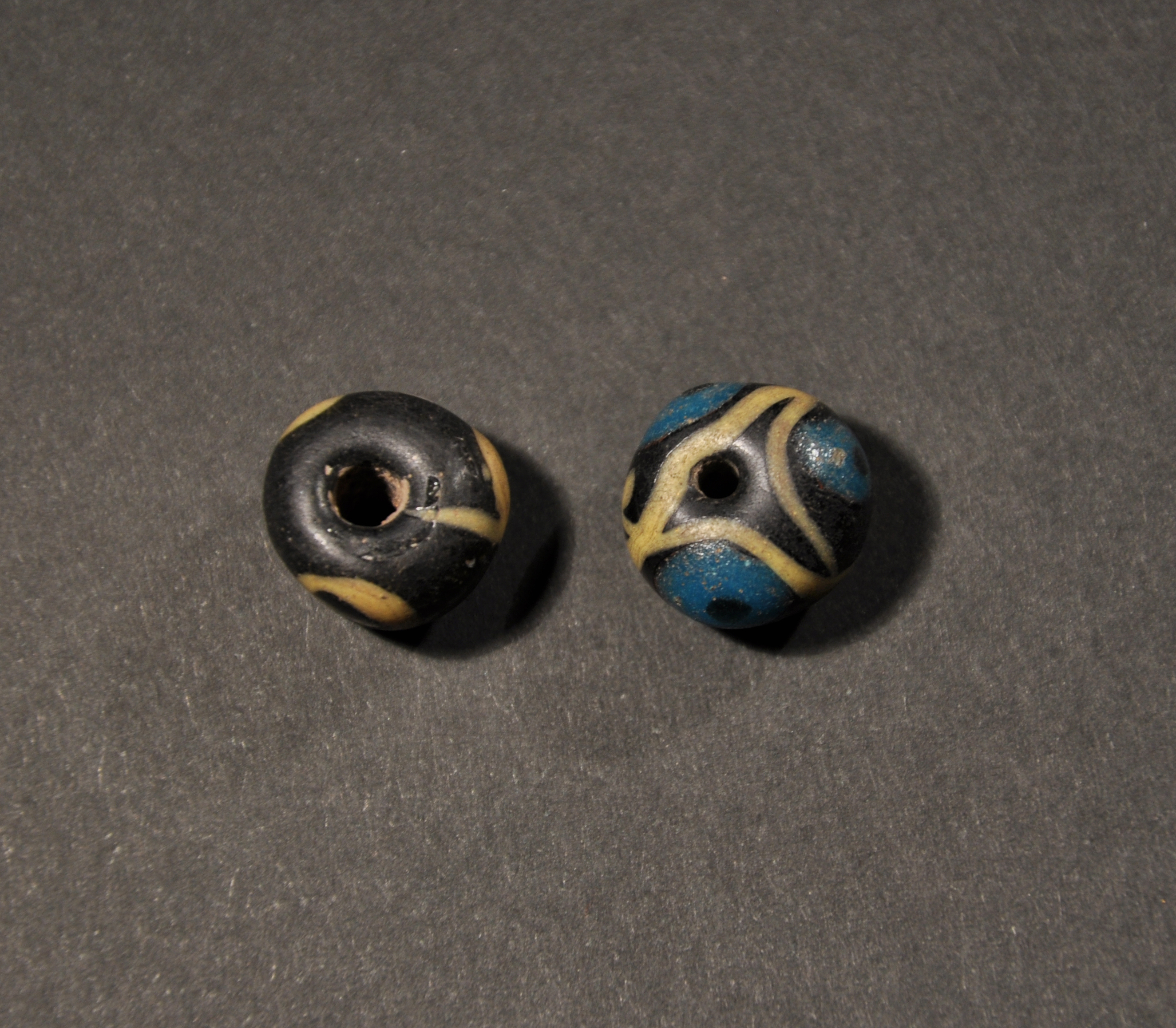
Cuentas de vidrio-
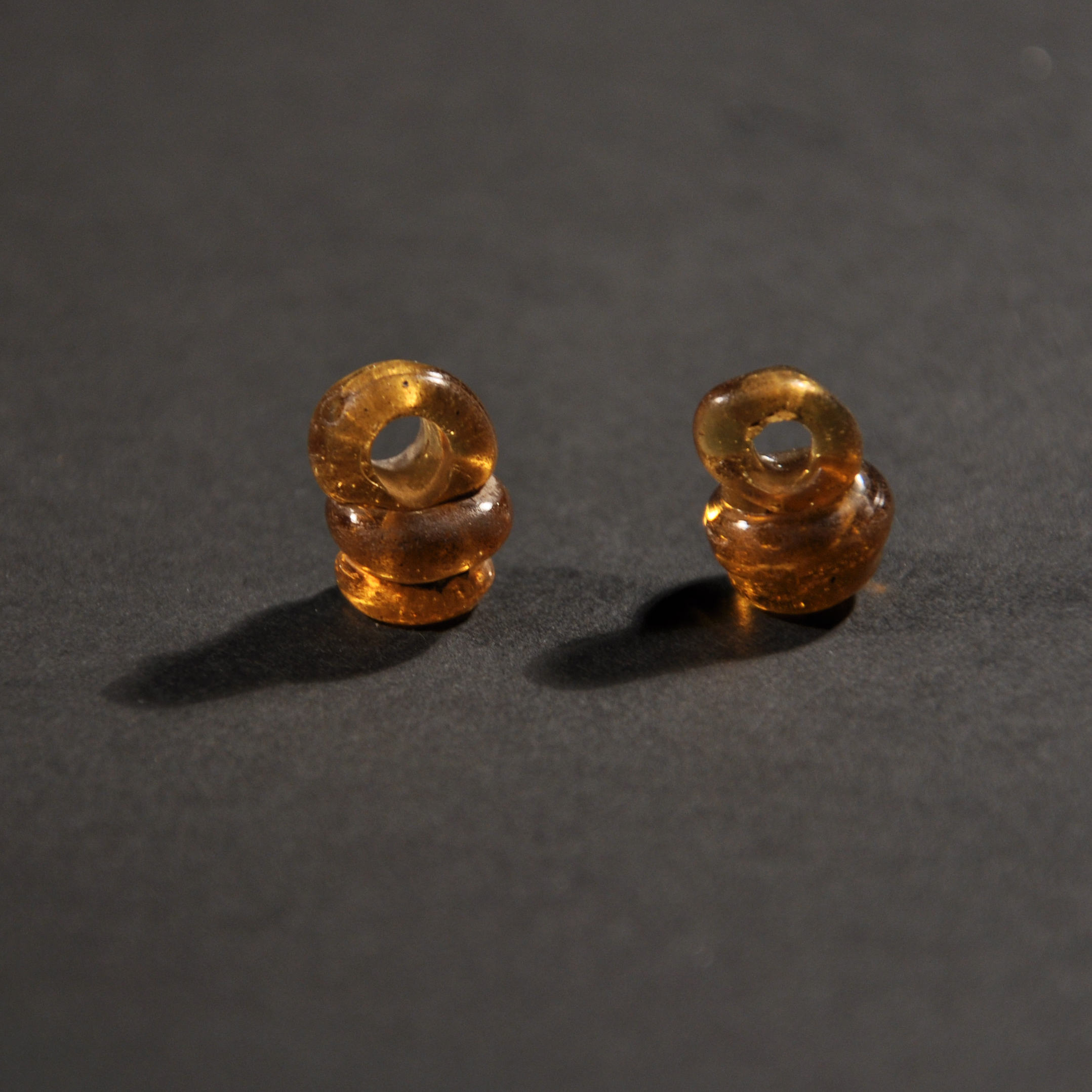
Pendientes.
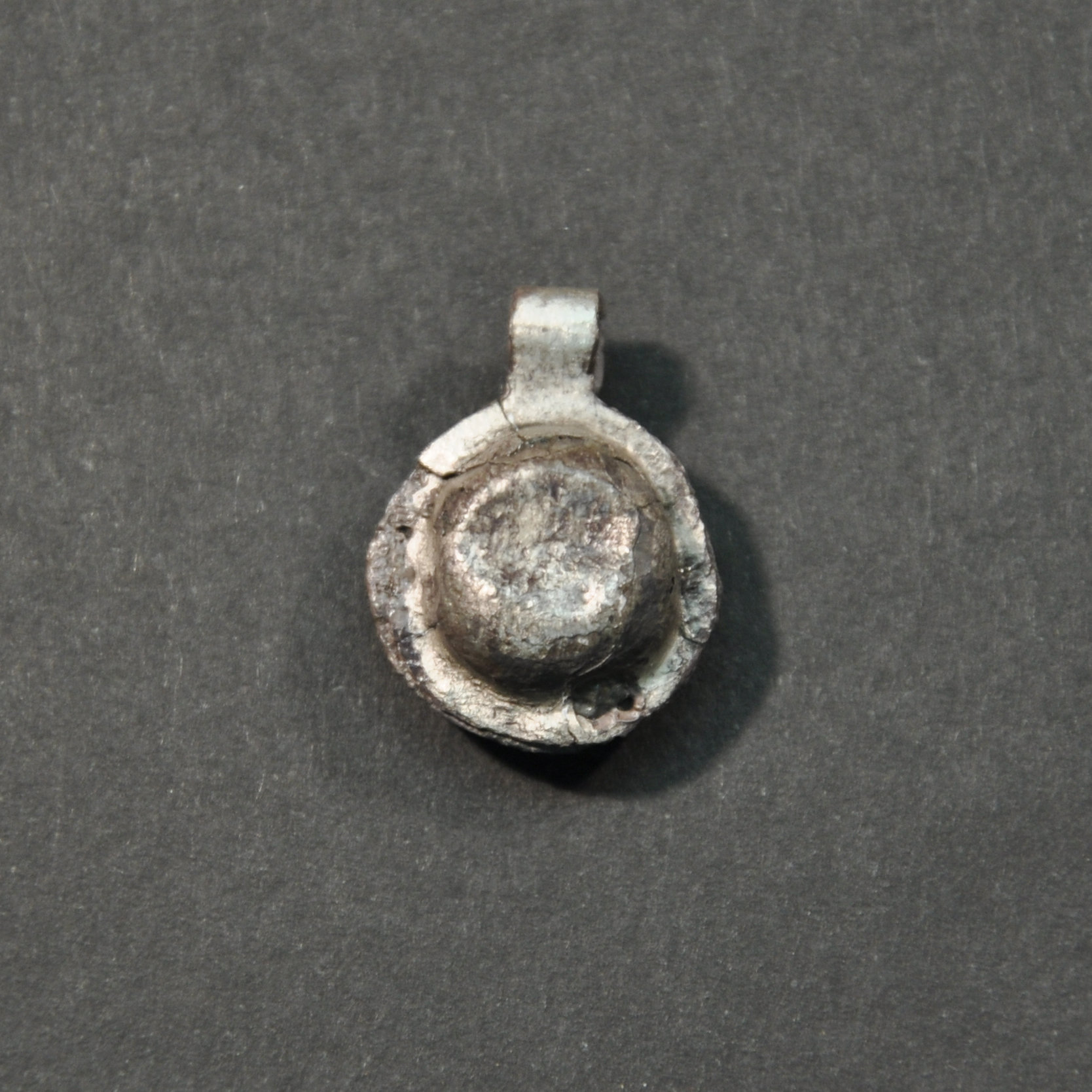
Colgante de plata.
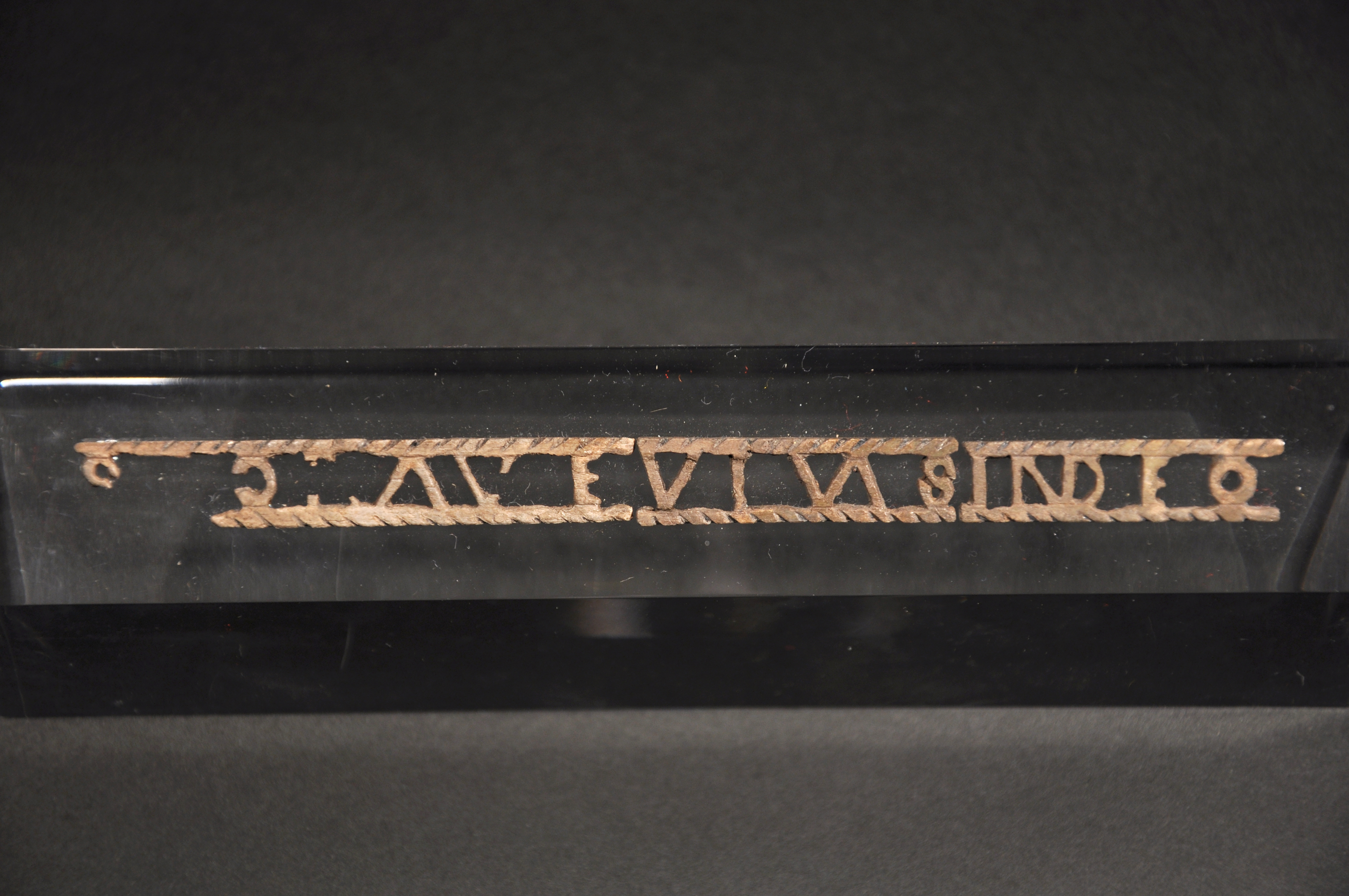
Placa ósea calada con una inscripción.

## Exposición y recepción pública
El esqueleto y el ajuar funerario se exponen juntos en el Museo de Yorkshire. En la década de 1980, el ajuar funerario se expuso como parte de una exposición titulada «La vida romana en el Museo de Yorkshire». A partir de 2010 se exhibe en una exposición titulada «York romana - Conoce a la gente del Imperio». La exposición se inauguró en agosto de 2010 tras la remodelación del Museo.
En 2012 la Dama del brazalete de marfil fue el centro de un proyecto piloto de Heritage Sandbox que utilizó Twitter para aumentar la exposición con nuevos contenidos.

## Recepción
Inmediatamente después de la publicación de esta investigación y su discusión en la prensa, la Dama del brazalete de marfil se convirtió en un punto focal de un debate sobre la inmigración en el pasado, con discusiones públicas centradas en su identidad racial. En particular, los comentarios sobre la publicación en línea de un artículo del Daily Mail destacaron una reacción de los lectores. Emily Hanscam, en un artículo de 2019, comparó esto con las críticas dirigidas a Mary Beard en 2017 por defender la inclusión de un oficial del ejército negro en una caricatura de la BBC. El 22 de octubre de 2020, el Museo de Yorkshire publicó una entrada en su blog en la que se destacaba la biografía de la Dama del brazalete de marfil con motivo del Mes de la Historia Negra; esto fue objeto de grupos de alt-right que publicaron comentarios racistas y negativos en respuesta a ello. El 23 de octubre, el Museo de Yorkshire emitió un comunicado en las redes sociales condenando los ataques.
La biografía de la Dama del brazalete de marfil ha aparecido en varios libros y artículos. Aparece en el libro de David Olusoga de 2017 Black and British: A Forgotten History, así como en un cortometraje presentado por Olusoga y producido por la BBC titulado Alt History: Black British History We're Not Taught in Schools. Aparece en un artículo en línea de Vogue sobre 7 Remarkable black women who shaped British history', un artículo de The Guardian sobre Ten black history events that should be taught to every pupil, y fue presentada como el «objeto de la semana» del museo, por el York Press en junio de 2020. La dama del brazalete de marfil fue mencionada como caso de estudio en un discurso pronunciado por Theresa Villiers en la Cámara de los Comunes el 8 de septiembre de 2020 sobre la presencia de la historia negra en el actual plan de estudios de historia.